# La Lavia
La Lavia est un navire marchand vénitien. Il appartient à une classe de navires connue sous le nom de carraque, souvent utilisée comme navire marchand en raison de ses vastes cales. Il est réquisitionné à Lisbonne pour servir dans l'Invincible Armada de 1588. Il fait naufrage le 22 septembre sur la côte de Cairbre (en), aujourd'hui comté de Sligo, au nord-ouest de l'Irlande, avec deux autres navires, La Juliana (en) et la Santa Maria de Vison (en). 

## Service dans l'Armada
La Lavia était l'Almiranta, ou navire amiral de l'escadron du Levant de l'Armada. Il y avait également à son bord le juge-avocat général de l'armada, Martin de Aranda. Il était responsable en dernier ressort de la justice et était donc responsable de la discipline de la flotte. Son personnel était composé d'un assistant principal, d'une licenciée du nom de Magaña, de quatre notaires, de six policiers militaires, d'un geôlier et de six gardes.

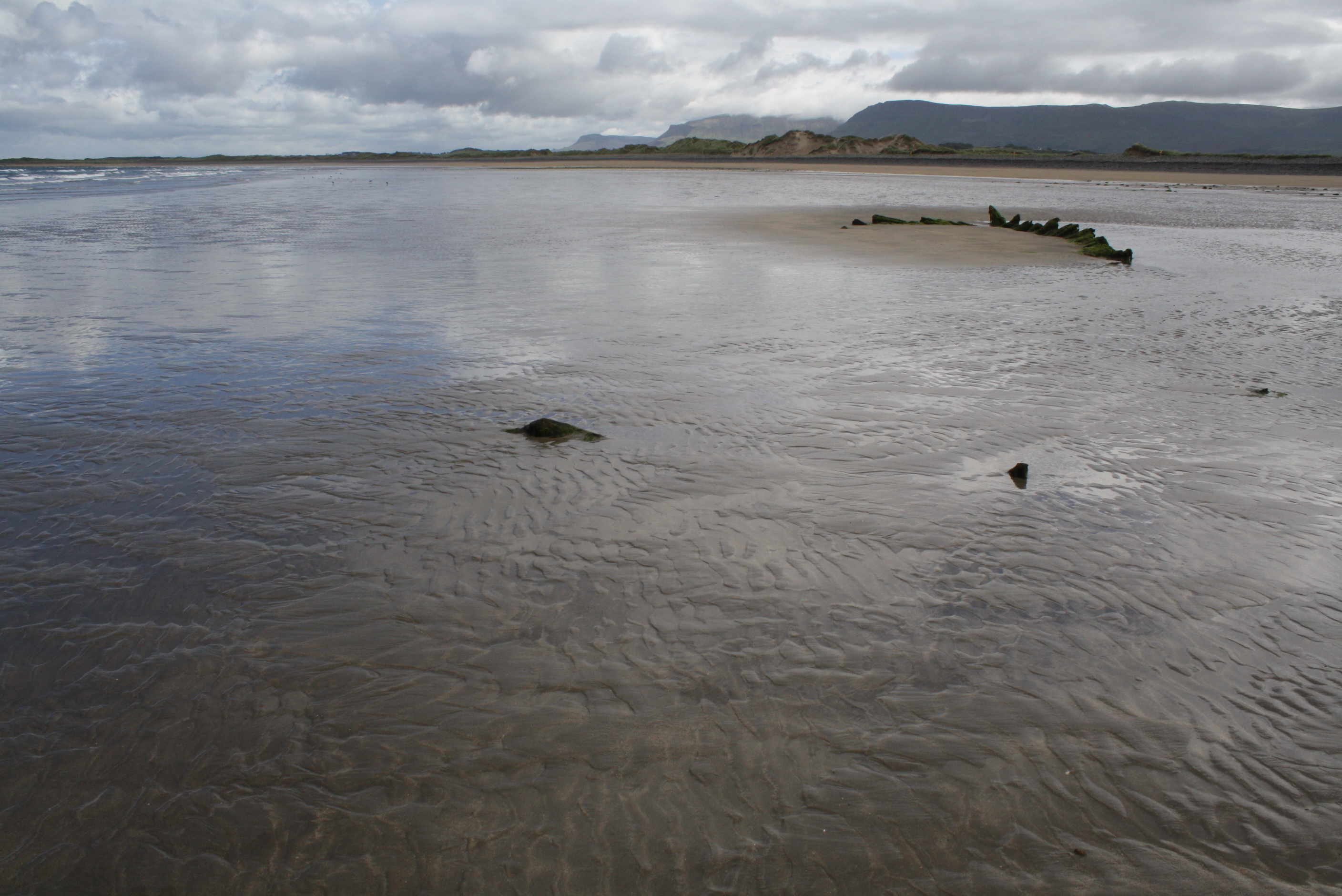
Streedagh Strand, épave affleurante inconnue

C'est sur ce navire que l'officier espagnol Francisco de Cuéllar est transféré pour jugement, après avoir été condamné à mort par une cour martiale pour infraction à la discipline après la bataille de Gravelines sur la Manche. Le juge-avocat refuse d'exécuter la peine prononcée contre de Cuéllar, lui sauvant la vie. De Cuéllar écrit plus tard le récit de ses aventures,
:

« Il ordonna que je sois emmené à bord du navire du juge-avocat général, afin que mon cas sois instruit. J'y allai; et bien qu'il fût sévère, le juge-avocat - Martin de Aranda, car ils l’appelaient ainsi - m'entendit et obtint des informations confidentielles à mon sujet. Il découvrit que j'avais servi Sa Majesté en bon soldat, raison pour laquelle il ne s'était pas risqué à exécuter l'ordre qui lui avait été donné. Il écrivit au duc à ce sujet, que s'il ne le commandait pas par écrit et qu'il le signait de sa propre main, il n'exécuterait pas cet ordre, car il voyait que je n'étais pas en faute. L'accompagnant, j'écrivis au duc une lettre de telle nature qui l'obligea à examiner l'affaire avec soin et il répondit au juge-avocat qu'il ne devait pas exécuter l'ordonnance qui me visait, mais bien celle visant Don Cristobal, qu'ils pendirent avec beaucoup de cruauté et d'ignominie. »

— Francisco de Cuellar, 1591, Anvers

## Épave
L'épave de La Lavia est découverte en 1985 par une équipe de récupération anglaise au large de la côte nord de Sligo, à Streedagh Strand. L'épave est protégée par les lois de 1987 et 1994 sur les monuments nationaux (modifiée).